# المصلحة (فلم)
المصلحة هو فيلم أكشن مصري من إنتاج عام 2012، الفيلم من إخراج ساندرا نشأت، وتأليف وائل عبد الله وإنتاج لؤي عبد الله، ومن بطولة أحمد السقا وأحمد عز. يدور الفيلم في إطار تشويقي مثير يكشف عن خبايا عالم تجار المخدرات وما يحدث بها وقصته مستوحاة من قصة حقيقية حدثت في سيناء.

## القصة
تدور أحداث الفيلم والمستوحاة من قصة حقيقة حيث الضابط حمزة (أحمد السقا) الذي يطلب نقله من قطاع الأمن المركزي إلى إدارة مكافحة المخدرات بعد مقتل شقيقه الضابط يحيى (أحمد السعدني) على يد سليمان المسلمي (محمد فراج)، أملا في إلقاء القبض عليه والثأر لشقيقه. وتبدأ الصراعات بين مطاردات ومواجهات من جانب الشرطة وأعوان سالم المسلمي (أحمد عز) أكبر تاجر مخدرات في سيناء وأخيه سليمان المسلمي (محمد فراج).

## طاقم التمثيل
- أحمد السقا: في دور (حمزة أبو العزم)
- أحمد عز: في دور (سالم المسلمي)
- صلاح عبد الله: في دور (أبو فياض)
- أحمد السعدني: في دور (يحيى أبو العزم)
- زينة: في دور (شادية صديقة سليمان)
- حنان ترك: في دور (حنان زوجة حمزة)
- محمد فراج: في دور (سليمان المسلمي)
- كندة علوش: في دور (نانسي زوجة سالم)
- نهال عنبر: في دور (والدة حمزة ويحيى)
- منذر رياحنة: في دور (عمار الطاهر)
- ياسر علي ماهر: في دور (المعلم طلعت)
- محمود البزاوي: في دور (عواد البدوي)
- خالد صالح: في دور (الداعية الديني)
- عمار شلق: في دور (مازن تاجر المخدرات اللبناني)
- أحمد منير: في دور (الضابط الشرطة حمدي)
- تميم عبده: في دور (لواء بالشرطة)
- حسام الحسيني: في دور (آدم)
- ياسمين رئيس: في دور (نجلاء)
- ماهر ماهر: في دور (محمد)
- طارق عماد

## تاريخ الإصدار
تم عرض الفيلم في 16 مايو 2012 وقد واجه صناعه صعوبات في عرضه حيث بدأ التأليف سنة 2010 ولكنه توقف بأمر حكومي ثم عاد في الثورة ولكن الظروف الأمنية لم تسمح لهم بإنتاجه وبعد وقت عاد الأمن فأرادوا أن يكملوا الفيلم وكان هذا الأمر شبه مستحيل وخصوصًا أن هذا الفيلم يجب أن ينتهي قبل موسم الصيف ليعرض فيه.

## هوامش
- تعرض أحمد السقا خلال تصوير فيلم (المصلحة) لأكثر من إصابة أدت إلى تعطيل التصوير.
- أدى إطلاق أحمد السقا في بعض المشاهد للرصاص الحي إلى اعتراض وزارة الداخلية لاستخدامه ذلك دون تصريح وكذلك دون تأمين المشهد. [بحاجة لمصدر]

## النقد الفني
تعرض هذا الفيلم ل7 انتقادات فنية نظرا لاستخدام أحمد السقا الرصاص الحي.

## وصلات خارجية
- مقالات تستعمل روابط فنية بلا صلة مع ويكي بيانات